# Гарсия Ордоньес
Гарсия Ордоньес, известный также как де Нахера или де Кабра, в эпической литературе Криспус или эль-Креспо-де-Граньон (исп. García Ordóñez; ? — 29 мая 1108 года) — кастильский граф и магнат, который правил регином Ла-Риоха с центром в Нахере с 1080 года до самой своей смерти. Он известен в литературе как соперник Родриго Диаса де Вивара Эль Сида, чье высокое положение при дворе он занял после изгнания последнего в 1080 году. Он был одним из самых важных военачальников и территориальных губернаторов при короле Альфонсо VI. На него была возложена опека над наследником короля, инфантом Санчо Альфонсесом, с которым он погиб на поле битвы при Уклесе.

## Семья и браки
Гарсия был сыном графа Ордоньо Ордоньеса, личность которого оспаривается. Традиционно его отождествляли с предполагаемым сыном инфанта Ордоньо Рамиреса и его жены, инфанты Кристины Бермудес и, следовательно, внуком двух королей Леона, Рамиро III и Бермудо II. Однако географически эта семья жила в Леоне, а Гарсия — в Кастилии. Кроме того, существует дискуссия о том, был ли у инфанта Ордоньо был такой сын, его имя отсутствовало в самых ранних документах их семьи. Было высказано предположение, что вместо этого кастильский граф Ордоньо Ордоньес, отец Гарсии, был сыном графа Ордоньо Фавиласа из клана Бану Гомес. Отец Гарсии может быть показан из сохранившихся документов, он служил в качестве альфереса короля Леона и Кастилии Фердинанда I между 19 апреля 1042 года и 1 июля 1047 года. Мать Гарсии звали Эндеркина, но её происхождение неизвестно. Гарсия Ордоньес также был каким-то образом связан с Альваро Диасом де Ока.
До 1081 года Гарсия женился на инфанте Урраке Гарсес, дочери короля Наварры Гарсии Санчеса III и сестре короля Наварры Санчо Гарсеса IV. Самое раннее упоминание о браке датируется 18 апреля того же года, когда супруги стали свидетелями пожертвования ее брата Рамиро Гарсеса. Уррака родила Гарсии троих детей, двух дочерей (Эльвиру и Майор) и сына Фернандо, который, как предполагалось, был идентичен с Фернандо Гарсией де Ита, прародителем дома Кастро. В хартии, изданной Майор Гарсес в 1145 году, прослеживается её королевское происхождение .
Спустя некоторое время после смерти своей первой жены (после 1095 года) Гарсия Ордоньес вновь женился, на этот раз на некой Еве, которую долгое время считали дочерью графа Педро Фройласа де Трабы, хотя нет никаких документальных свидетельств, что у него была такая дочь. Скорее всего, она была родом с севера Пиренеев, возможно, дочь Аймери IV, виконт де Рошешуар, одного из французских баронов, который ответил на призыв короля Альфонсо VI к оказанию помощи против Альморавидов, или Гуго II, графа Ампурьяса, и его жена Санчи де Урхель. У Евы был один сын от Гарсии: Гарсия Гарсес де Аза, предок дома Аза, чье крещение состоялось в 1106 году по данным картулярия из монастыря Сан-Мильян-де-ла-Когольга. После смерти Гарсии Ева снова вышла замуж за графа Педро Гонсалеса де Лару. У Гарсии также был незаконнорожденный сын по имени Фернандо Пеллика.

## Ранняя карьера (1062—1074)
Публичная карьера Гарсии началась в конце правления короля Леона и Кастилии Фердинанда I (1037—1065), когда он подписал хартию от 10 мая 1062 года, ныне входящую в картулярий монастыря Арланса. Во время правления преемника Фердинанда в Кастилии, Санчо II (1065—1072), Гарсия был известной фигурой при дворе. Он подписал три из десяти сохранившихся королевских хартий времен правления Санчо, в то время как его отец утвердил пять. В течение этого времени он был связан с Панкорбо на северо-востоке Ла-Буребы, вдоль Пути Святого Иакова, ведущий из Миранды-де-Эбро.
В 1072 году король Санчо II был убит, и его преемником стал его брат Альфонсо VI. 8 декабря Альфонсо даровал хартию монастырю Сан-Педро-де-Карденья в Кастилии. Среди конфирмантов — Гарсия Ордоньес, который, таким образом, одним из первых примирился с новым королем. В 1074 году Гарсия был назначен королем альфересом (знаменосцем) к 20 февраля. Эту должность он продолжал занимать по меньшей мере до 24 июня. После этого он исчезает из королевских протоколов вплоть до 1080 года.

## Вне королевской службы (1074—1080)
Существует фальшивый документ датированный 1075 годом в котором король Альфонсо VI якобы предоставил привилегии Бургосу, в котором Гарсия указан как подтверждающий .
В 1079 году Гарсия Ордоньес был отправлен в Гранаду, чтобы получить называемую дань от тайфы Гранада в пользу Королевства Леон-Кастилия . Находясь там, он повел армию от имени Гранады против тайфы Севилья. Среди других лидеров этой кампании были два наваррских магната, Фортун Санчес и Лопе Санчес, которые прежде возглавлял людей в Наварре и Кастилии при Санчо II. С помощью этой экспедиции Альфонсо VI, возможно, намеревался посеять раздор между мусульманскими тайфами, укрепляя свою гегемонию на юге полуострова. Как бы то ни было, в момент нападения Сид Кампеадор вел кастильское посольство ко двору эмира аль-Мутамида, правителя Севильи, и он отразил атаку христиан и гранадцев в битве при Кабре возможно, ошибочно полагая, что он защищает королевскую дань. Гарсия и другие кастильские вожди были взяты в плен и содержались в течение трех дней, прежде чем их освободили. Бернард Рейли прочитал эти обстоятельства как предполагающие, что Гарсия был тогда изгнанником, который нашел убежище на юге полуострова.
К 1080 году позиции Гарсии и его соперника Эль Сида в глазах короля Альфонсо VI поменялись местами. К маю (или, по крайней мере, к 6 декабря 1081 года) Альфонсо VI передал ему во владение территорию Ла-Риоха с центром в Нахере. К этому же месяцу относится и последняя хартия, фиксирующая присутствие Эль Сида при дворе Альфонсо.

## Граф Нахера (1080—1108)
Вскоре после своего возвращения ко двору Гарсия Ордоньес был возведен в ранг графа (лат. comes), самый высокий признанный ранг в королевстве до XIII века и означавший место в королевском совете наряду с предоставлением феодов и других земель. Точная дата его повышения пока неясна. Самое раннее датированное упоминание о том, что он носит этот титул, — это carta de arras, но она неправильно датирована 10/19 июля 1074 года, тогда как он должен датироваться между июлем 1078 и июлем 1081 года. В грамоте, отредактированной через несколько недель после последнего известного упоминания о Гарсии как альфересе, в качестве альфереса записан Родриго Гонсалес, хотя известно, что он занимал этот пост только с января 1078 по июнь 1081 года. Существует королевская грамота, датированная 1077 годом, в которой говорится: «Гарсия, граф Нахера» (Garsias comes de Nazara), но он, как известно, не получил феода Нахера до 1081 года. Граф, о котором идет речь, возможно, Гарсия Хименес де Ока. В другой королевской грамоте от 8 мая 1080 года перечислены девятнадцать графов, в том числе Гарсия Ордоньес, но этот список представляется анахроничным, поскольку Фернандо Диас, не считая до 1091 года, появляется как Fernandus Didaz commes. Наконец, существует сомнительная королевская грамота от 3 декабря 1080 года, которая была подтверждена неким «графом Гарсией». Самое раннее надежное упоминание о Гарсии как графе относится к 18 апреля 1081 года, а также первое упоминание о его первой жене Урраке. Испанский историк Рамон Менендес Пидаль утверждал, что Гарсия был назначен графом Нахеры в 1076 году, утверждение, которое сегодня не принято .
Таким образом, одновременно с возвращением ко двору Гарсия Ордоньес получил обширное поместье, включавшее бывшие южные провинции Наварры, повышение до высшего аристократического титула (графа) в королевстве и женитьбу на наваррской принцессе, по-видимому, благодаря действиям Альфонсо, поскольку королевская семья Наварры попала под его покровительство после убийства короля Санчо IV Наваррского в 1076 году. В то же время главный соперник Гарсии, Эль Сид, был вынужден отправиться в изгнание, и к июлю 1081 года был назначен королевским альфересом брат Гарсии, Родриго. Может быть, дело в том, что Лопе Иньигес, который к 1081 году получил все три баскские сеньории Алава, Бискайя и Гипускоа, это был тот же человек, что и Лопе Хименес, который был одним из руководителей экспедиции 1079 года против Севильи. Если это так, то он является еще одним союзником Гарсии Ордоньеса, который извлек выгоду из возвышения последнего после его возвращения в Кастилию.
В августе 1084 года Гарсия сделал пожертвование бенедиктинскому монастырю Сан-Адриан-де-Пальма. К 20 ноября 1085 года, согласно документу в картулярии монастыря Сан-Мильян, власть Гарсии была расширена на юг и включала Калаорру, епископскую резиденцию. К 1089 году к его владениям был присоединен Граньон, а к 1092 году — Мадрис. В это время, поддерживая альфереса Педро Гонсалеса де Лару с 1088 по 1091 год, Гарсия Ордоньес был самым выдающимся магнатом в королевстве и часто присутствовал при королевском дворе, подтвердив одиннадцать хартий из общего числа восемнадцати за эти годы, что было самым большим из всех подсчетов. Однако примерно в это же время граф Раймунд Бургундский, новоприбывший в королевство, женился на старшей дочери короля Урраке, и он быстро превзошел Гарсию в силе, хотя последний все еще подтверждал пятнадцать из двадцати семи королевских дипломов периода 1092—1099 годов, больше, чем любой другой магнат.
В 1096 году король Наварры и Арагона Педро I осадил Уэску а тайфе Сарагоса. Поздней осенью 1096 года правитель Сарагосы аль-Мустаин II получил помощь от своего сюзерена, короля Леона и Кастилии Альфонсо VI Храброго, в лице Гарсии Ордоньеса де Нахеры и Гонсало Нуньеса де Лары. Вместе с сарагосцами кастильские графы повели свою личную охрану против осаждающих, но были разбиты 18 ноября в битве при Алькорасе. Гарсия также принял участие в битве при Консуэгре 15 августа 1097 года. Эта кампания началась как запланированное преследование арагонцев, возможно, согласованные действия с Сарагосой, чтобы снова взять Уэску, но она была отклонена прибытием армии Альморавидов на полуостров. Результатом стало кастильско-леонское поражение. После этого участие Гарсии в придворной политике, по-видимому, продолжало снижаться. Из двадцати трех королевских грамот, изданных между 1100 и 1107 годами, за год до его смерти, он подтвердил одиннадцать, все еще значительную часть, но теперь менее половины.
1 февраля 1095 года Гарсия и Уррака пожаловали фуэро городу Фреснильо-де-лас-Дуэньяс. В 1106 году Гарсия Ордоньес сделал пожертвование монастырю Сан-Мильян-де-ла-Коголья.

## Наставник Санчо Альфонсеса (1108)
Согласно de rebus Hispaniae, Альфонсо VI назвал Гарсию Ордоньеса наставником своего единственного сына, инфанта Санчо Альфонсеса (1093—1108). 29 мая 1108 года он принял участие в битве при Уклесе, где погиб, защищая жизнь молодого Санчо, который вскоре погибнет в той же битве. Его смерть записана в De rebus Hispaniae, Chronicon mundi и Chronica naierensis, где сражение датируется 24 июня. Смерть семи графов в Уклесе заставила христиан ссылаться на это место как Septem Comitem (Siete Condes), хотя Гарсия — единственный граф, идентифицированный в Chronica naierensis, в котором говорится, что «граф Гарсия из Граньона, называемый Крисп, и шесть других графов с ним были убиты». В «Chronicon mundi» говорится, что «Санчо, сын короля, и граф Гарсия Фернандес, и граф Дон Мартин, и многие другие умерли» в Уклесе. «Гарсия Фернандес», вероятно, является Гарсией Ордоньесом, если верить хронике XIII века, а Мартин, вероятно, Мартин Флайнес. Последнее упоминание о Гарсии как живом встречается в частном документе монастыря Вальбанера в Ла-Риохе, который датируется тем же 1108 годом. Его смерть оставила вакуум власти в Риохе, которая на протяжении большей части XII века находилась вне кастильского контроля.